# Paul Bach (Schauspieler)

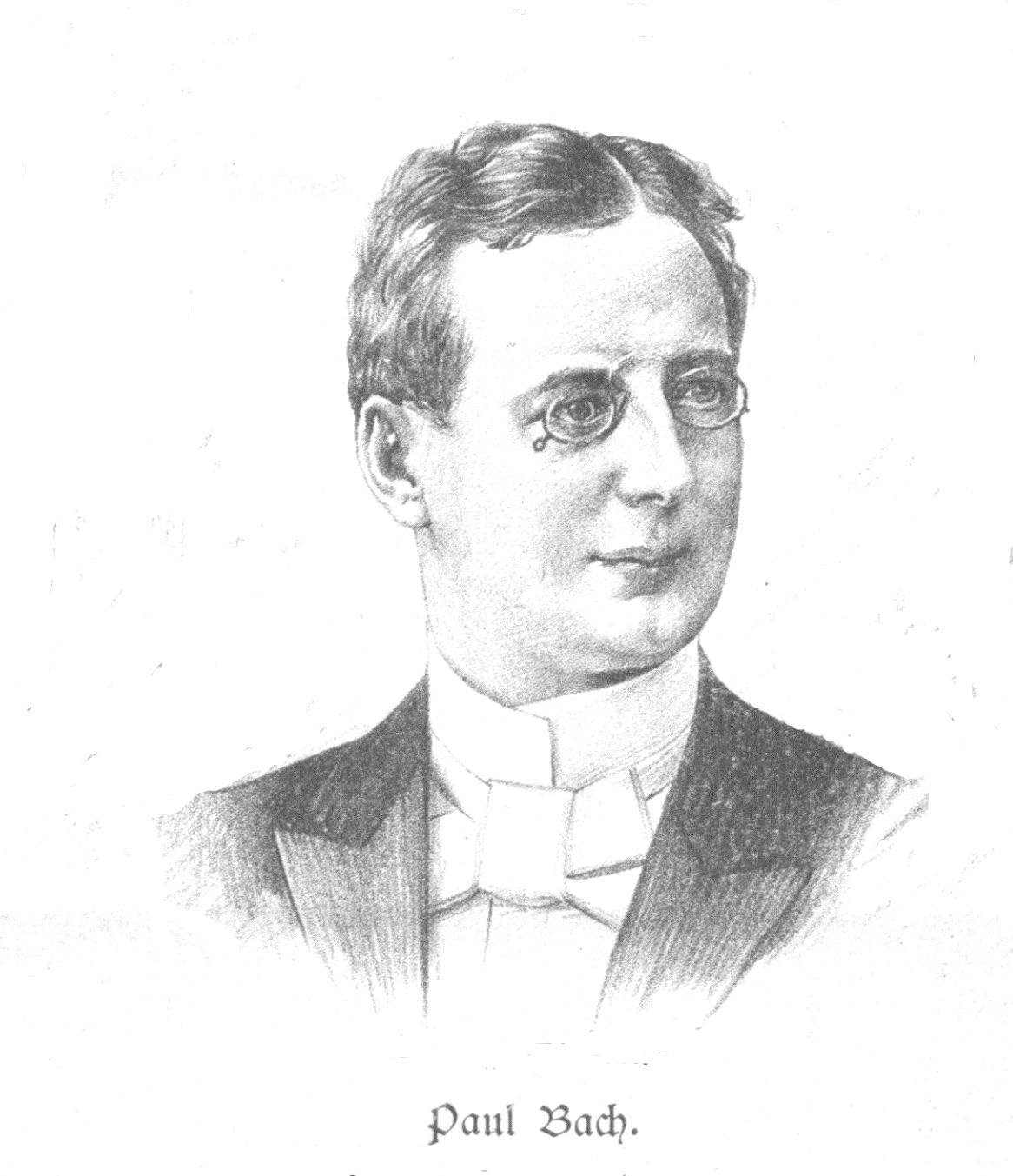
Paul Bach im Jahre 1894 (von Jan Vilímek)

Paul Bach (geboren 6. November 1855 in Berlin als Paul Wilhelm Franz Kieckbach; gestorben 9. Oktober 1936 in Hamburg) war ein deutscher Schauspieler.

## Leben
Bach, Sohn eines Kanzleirates im Kultusministerium, spielte schon als Primaner bei einer Gymnasialfeier den „Ödipus“ und gehörte dann als Student dem akademisch-literarischen Verein an. Nachdem Richard Kahle mehrere Rollen mit ihm studiert hatte, widmete Bach sich der Bühnenlaufbahn und trat in Halle als erster jugendlicher Held und Liebhaber sein erstes Engagement an. Danach ging er nach Bremen, Posen, Danzig, ans Residenztheater Dresden, ans Breslauer Lobetheater, ans Theater des Westens in Berlin, das Deutsche Volkstheater in Wien und 1899 schließlich ans Stadttheater Hamburg. Sein Rollenfach war das des „Pères noble“ und Charakterrollen.
Verheiratet war er mit dem Schauspielerin Lina Bendel.

## Rezeption
„Seine Leistungen können auch ernsthafteren Ansprüchen genügen.“

## Filmografie
- 1921: Sklaven der Rache